# Дания Принс
Дания Патрисия Принс Мендес е хондураска манекенка и победителка в конкурса за красота Мис Земя 2003.

## Биография
Родена е през 1980 в Чолутека – регионалния център на Южен Хондурас, в семейството на британски търговец и местна домакиня. Бакалавър е по международна търговия.
През 1998 г. Дания, която е висока 1,85 м, печели титлата „Мис Хондурас“. През 2003 г. е избрана да представя страната си на престижния конкурс Miss Earth, който печели, ставайки първия хондураски победител на световноизвестен международен конкурс за красота.
Днес Принс е омъжена и живее в САЩ със своя съпруг Франк Фуентес, от когото на 1 февруари 2009 г. ражда дъщеря.